# Saria
Pel que fa al personatge de The Legend of Zelda, vegeu Saria (personatge).
Saria (en grec Σαρία) és una illa grega d'origen volcànic de l'arxipèlag del Dodecanès. Està situada al nord-est de Kàrpathos, de la qual està separada per un estret de tan sols 100 m d'amplària. Administrativament, forma part del municipi d'Ólimpos. Segons el cens del 2001, hi vivien 22 persones. És una illa rocosa, que culmina a 631 m al mont Saria; de vegetació escassa, hi fa niu el falcó marí. S'hi troben les ruïnes de l'antiga ciutat de Nísiros.